# Bitz
Bitz är en kommun (tyska Gemeinde) i Zollernalbkreis i delstaten Baden-Württemberg i Tyskland. Folkmängden uppgår till cirka 3 800 invånare, på en yta av 8,82 kvadratkilometer.
Kommunen ingår i kommunalförbundet Albstadt tillsammans med staden Albstadt.

## Befolkningsutveckling
| Befolkningsutvecklingen i Bitz 1975–2015 | Befolkningsutvecklingen i Bitz 1975–2015 | Befolkningsutvecklingen i Bitz 1975–2015 | Befolkningsutvecklingen i Bitz 1975–2015 | Befolkningsutvecklingen i Bitz 1975–2015 |
| ---------------------------------------- | ---------------------------------------- | ---------------------------------------- | ---------------------------------------- | ---------------------------------------- |
|                                          |                                          |                                          |                                          |                                          |
| År                                       |                                          |                                          | Folkmängd                                | Areal (ha)                               |
| 1975                                     | 1975                                     |                                          | 3 372                                    | 882                                      |
| 1980                                     | 1980                                     |                                          | 3 524                                    |                                          |
| 1985                                     | 1985                                     |                                          | 3 488                                    |                                          |
| 1990                                     | 1990                                     |                                          | 3 633                                    |                                          |
| 1995                                     | 1995                                     |                                          | 3 827                                    |                                          |
| 2000                                     | 2000                                     |                                          | 3 725                                    |                                          |
| 2005                                     | 2005                                     |                                          | 3 783                                    |                                          |
| 2010                                     | 2010                                     |                                          | 3 721                                    |                                          |
| 2015                                     | 2015                                     |                                          | 3 624                                    |                                          |
|                                          |                                          |                                          |                                          |                                          |